# Radyera urens
Radyera urens är en malvaväxtart som först beskrevs av Carl von Linné d.y., och fick sitt nu gällande namn av Arthur Allman Bullock. Radyera urens ingår i släktet Radyera och familjen malvaväxter. Inga underarter finns listade i Catalogue of Life.